# 트라이츠 인대
트라이츠 인대(ligament of Treitz) 또는 샘창자걸이근(suspensory muscle of duodenum), 십이지장제근(十二指腸提筋)은 샘창자와 빈창자 사이의 접합부인 샘빈창자굽이를 복강동맥과 위창자간막동맥을 둘러싸는 결합조직으로 연결하는 얇은 근육이다. 트라이츠 인대는 대부분 샘창자의 셋째, 넷째 부분과 샘빈창자굽이에 모두 연결되어 있지만 이 붙는 곳은 사람마다 변이가 크다.
트라이츠 인대는 작은창자의 첫째 부분인 샘창자와 둘째 부분인 빈창자를 나누는 구조이다. 이 나눠지는 부분은 상부 위장관과 하부 위장관을 나누는 기준이기도 하다. 상부와 하부 위장관의 구분은 임상의학에서 위장관계에 발생한 출혈의 기원을 결정하는 데에도 이용된다.
트라이츠 인대는 중배엽에서 유래하며 발생학적으로 창자가 회전할 때 창자의 고정 지점이 된다. 또한 샘빈창자굽이의 각도를 넓혀 소화를 돕는다고 여겨진다. 위창자간막동맥 증후군은 선천적으로 짧은 트라이츠 인대에 의해 발생하는 희귀한 기형이다.

## 구조
샘창자와 빈창자는 각각 작은창자의 첫 번째, 두 번째 부분이다. 트라이츠 인대는 이 두 부분을 나누는 경계이다. 트라이츠 인대는 가로막의 오른쪽 다리에서 일어나 식도 주변을 주행한다. 이후 복강동맥 줄기와 위창자간막동맥 주변의 결합조직으로 연속되어 이자 뒤쪽을 지나고, 창자간막의 위쪽 부분으로 들어가 샘창자와 빈창자 사이의 접합부인 샘빈창자굽이에 닿는다. 여기서 트라이츠 인대는 샘창자의 근육층으로 연속된다.

### 변이
길이와 근육이 붙는 곳에 대해서 고려할 만한 해부학적 변이가 존재한다. 고전적인 트라이츠 인대에 대한 설명과 다르게, 이 근육이 샘빈창자굽이에만 닿는 경우는 전체의 8% 정도이다. 훨씬 더 많은 수인 40-60%에서는 샘빈창자굽이에 더해 샘창자의 셋째, 넷째 부분에도 닿으며 20%의 사람들에서는 아예 셋째, 넷째 부분에만 닿는다. 또한 서로 분리된 여러 부분에 붙는 경우도 그리 드물지 않다.
트라이츠의 원래 설명을 이용하는 몇몇 저자들은 트라이츠 인대를 두 부분으로 나눈다. 첫 번째 부분은 인대 부분으로 오른쪽 가로막다리에 붙어 복강동맥과 위창자간막동맥을 둘러싸는 결합조직이다. 두 번째 부분은 결합조직에서 시작하여 샘창자에 닿는 아래쪽 근육 부분이다. 위쪽 부분은 Hilfsmuskel이라고 부르기도 한다. 이 두 부분은 해부학적으로 구별되는 것으로 여겨지며 '걸이근'이라는 표현은 샘창자에 닿는 아래쪽 근육 부분만을 가리키기도 한다.

## 기능
트라이츠 인대는 가로막에서 시작된 골격근으로 된 얇은 띠와 샘창자의 수평부분과 오름부분에서 나온 섬유근육성의 평활근 띠가 포함되어 있다. 트라이츠 인대가 수축하면 근육이 샘창자의 셋째와 넷째 부분에 연결되어 있으므로 샘빈창자굽이의 각도가 증가하고, 창자 안 내용물이 이동할 수 있게 된다. 이런 샘창자의 위치는 위의 내용물이 이자와 쓸개의 소화 효소로 인해 유미를 형성할 수 있게 돕는다.

### 발생학
발생학적으로 트라이츠 인대는 중배엽에서 유래한다. 작은창자의 발생학적 회전 시에 위쪽에서 구조를 유지하는 띠 중요한 역할을 한다.:48

## 임상적 중요성
이 인대는 상부 위장관과 하부 위장관을 나누는 샘빈창자굽이의 중요한 해부학적 랜드마크이다. 예를 들어 토혈이나 흑색변(피가 섞인 대변 중 검게 보이는 것)은 대부분 상부 위장관 위치에서 나오는 위장관의 출혈이다. 반대로 혈변(밝은 빨간색의 피나 핏덩이가 보이는 대변)은 하부 위장관에서 나오는 위장관 출혈이라는 것을 시사한다. 특히 트라이츠 인대는 창자회전이상이 존재할 때 창자를 관찰하는 데에 중요한 랜드마크이다. 창자회전이상은 구토가 재발하는 어린이들한테서 종종 의심할 수 있는 증후군이다. 방사선 사진에서 트라이츠 인대의 정상적인 위치를 확인하는 것은 어린이에서 창자회전이상을 배제하는 데에 중요하다. 창자회전이상이 존재한다면 트라이츠 인대가 비정상적으로 위치한다.
이자, 샘창자, 빈창자 일부를 제거하는 이자샘창자절제술은 췌장암을 치료하기 위해 흔히 시행된다. 이때 트라이츠 인대는 샘창자에서 떼어 내어져 보존된다. 빈창자의 남은 부분을 위의 날문과 문합할 때, 이 문합은 트라이츠 인대를 통해 지나간다.
위창자간막동맥 증후군은 선천성, 만성, 유발성, 급성일 수 있는 극히 희귀한 생명을 위협하는 상태이다. 이 증후군은 샘창자가 배대동맥과 위창자간막동맥 사이에 압박되는 특징을 보이며, 선천적으로 트라이츠 인대가 짧아서 발생할 수 있다. 병을 치료하기 위한 하나의 수술적 치료에는 트라이츠 인대를 절제하는 "스트롱의 수술"(Strong's operation)이 있지만, 자주 수행하지는 않는다.

## 역사
트라이츠 인대는 바츨라브 트라이츠(Václav Treitz)에 의해 1853년 musculus suspensorius duodeni(라틴어)라는 이름이 처음 붙여졌다. 이때 트라이츠 인대는 아래쪽의 넓은 근육성 부분과, 복강동맥과 위창자간막동맥이 시작하는 지점 주변에서 결합조직과 섞이는 위쪽의 힘줄 부분을 가진다고 설명되었다. 임상의는 '트라이츠 인대' (ligament of Treitz)로, 해부학자는 '샘창자걸이근'(suspensory muscle of the duodenum)이라고 주로 부른다. 트라이츠 인대는 많은 사람들이 언급하지만 본 사람은 거의 없는 구조물이라는 점에서 마치 극관 같다고 서술되기도 했다.

## 추가 이미지
위키미디어 공용에 트라이츠 인대 관련 미디어 분류가 있습니다.

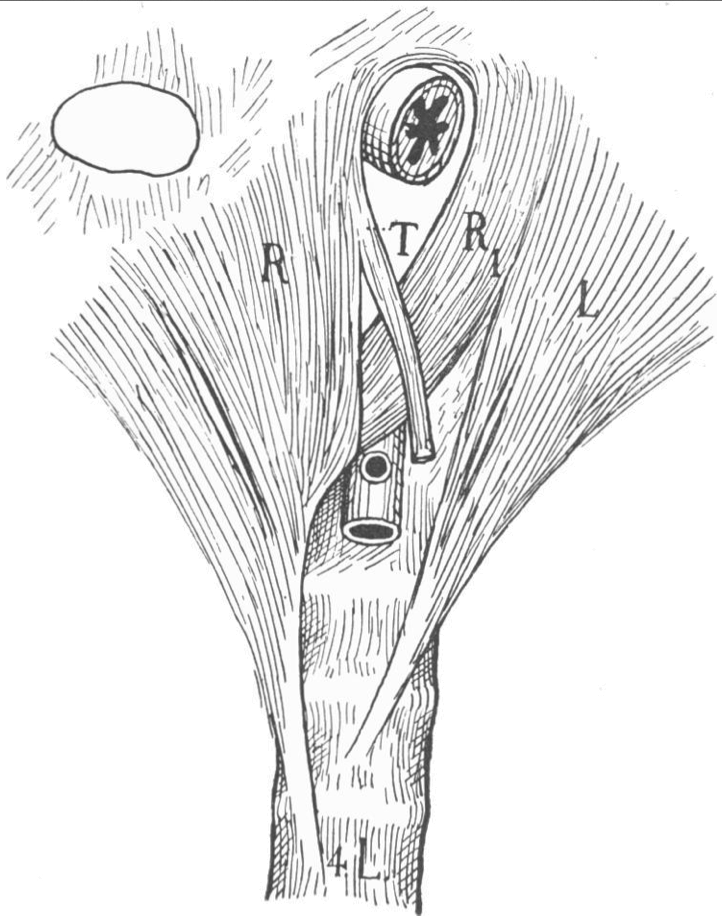
트라이츠 인대의 이는곳인 오른쪽 가로막다리의 섬유가 그려져 있다.
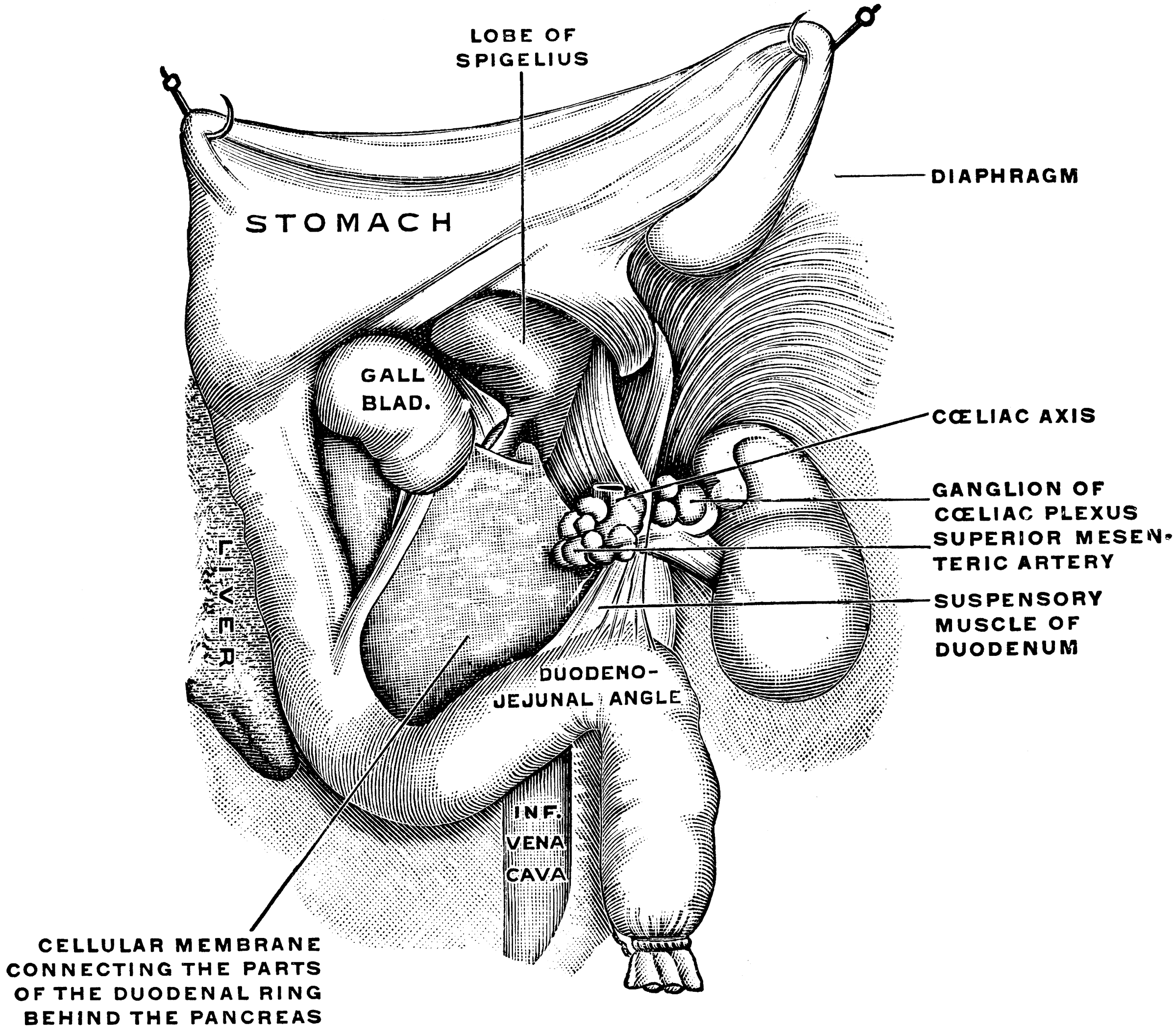
샘창자걸이근을 배쪽에서 본 그림.